# Cuanza Sul (tỉnh)
Cuanza Sul là một tỉnh của Angola. Diện tích tỉnh này là 55.660 km² và dân số khoảng 1.881.873 người. Tỉnh lỵ là Sumbe. Các đô thị trong tỉnh này bao gồm Porto Amboim, Seles, Conda, Amboim, Quilenda, Libolo, Mussende, Quibala, Waku-Kungo, Cassongue và Ebo.
Cuanza Sul nằm ở bờ nam sông Cuanza.